# (13603) 1994 PV37
A (13603) 1994 PV37 a Naprendszer kisbolygóövében található aszteroida. Eric Walter Elst fedezte fel 1994. augusztus 10-én.